# Ігнац фон Олферс
Ігнац фон Олферс (нім. Ignaz Franz Werner Maria von Olfers, 30 серпня 1798 в Мюнстері — 23 квітня 1872 в Берліні) — німецький вчений, дипломат, генеральний директор Королівського Берлінського Музею.

## Життя
Був доктором медицини і радником прусського посольства в Неаполі. Після довгого перебування в Бразилії, де займався науковими дослідженнями, у 1831 році став прусським послом у Берні. За сприяння Вільгельма фон Гумбольдта і його брата Олександра, був призначений у 1839 році генеральним директором Королівського Берлінського Музею. Він був одним з найближчих наближених прусського короля Фрідріха Вільгельма IV. За його сприяння відбувся ремонт музейного острова у Берліні. У 1856 році його обрано почесним членом Баварської академії наук.